# Salles (Tarn)
Salles è un comune francese di 198 abitanti situato nel dipartimento del Tarn nella regione dell'Occitania.
Il territorio comunale è bagnato dalle acque del fiume Cérou.

## Società

### Evoluzione demografica
Abitanti censiti